# Saforcada
Saforcada es una localidad del norte de la provincia de Buenos Aires situada en el partido de Junín, Argentina.
Se encuentra a 11 km de la ciudad de Junín, en el km. 267, sobre la línea principal del Ferrocarril General San Martín.

## Historia
La fundación del pueblo Saforcada se genera a partir de la llegada de colonos catalanes a las nuevas tierras libradas del asedio del malón. Al arribar al Fuerte Junín -localidad segura desde 1857, se establecen en 1860, liderados por Francisco Saforcada.
Las tierras hacia el Noroeste del fuerte estaban para ser colonizadas, por lo cual se trasladan 2 leguas afuera y asientan el primer caserío de la colonia de agricultores. Francisco Saforcada y su grupo de colonos desarrollan tareas agrícolas y ganaderas en lo que se convirtió luego en sus propiedades, una vez reconocida su ocupación y laboreo.
Luego para 1882 se producen afloramientos subterráneos creando lagunas en la mayoría de sus campos agrícolas, dando lugar a las lagunas conocidas al día de hoy y dejando una explotación agraria reducida.
La estación del ferrocarril librada al servicio público en 1885, está en la localidad de Saforcada, cuya estación se encuentra emplazada en terrenos donados por Don Francisco Saforcada, quien también subdividió sus tierras y formó una colonia agrícola en 1865.
El pueblo de Saforcada creció rápidamente debido al intenso tráfico de carros cargados con cereales y ganados que por el ferrocarril partían rumbo al puerto de Buenos Aires para su consumo, industrialización o exportación.

## Población
Cuenta con 431 habitantes (Indec, 2010), lo que representa un incremento del 6 % frente a los 407 habitantes (Indec, 2001) del censo anterior.
| Gráfica de evolución demográfica de Saforcada entre 1991 y 2010 |
|                                                                 |
| Fuente: Censos nacionales del INDEC                             |